# Crise da Guiana de 2018
A Crise da Guiana de 2018 foi uma crise diplomática envolvendo o Brasil e a Guiana em relação à Venezuela, sobre supostos planos de invasão por parte da Venezuela contra o território da Guiana para tomar a força o território disputado da Guiana Essequiba.

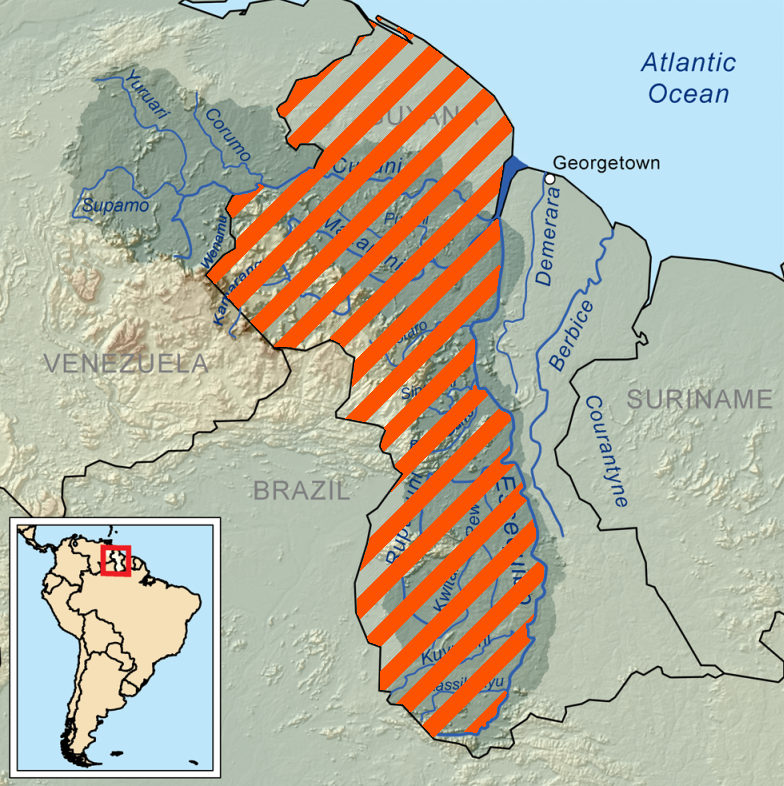
Listrada, a área reivindicada pela Venezuela.

## História

### Antecedentes
Desde 1814, quando a Grã-Bretanha tomou posse dos antigos territórios holandeses na atual Guiana, o território que hoje compreende a Guiana Essequiba estava começando a ser ocupada pelos britânicos, sendo que desde a criação da Capitania-Geral da Venezuela, em 1777, esse território estava em posse dos venezuelanos. 
Com a independência da Venezuela o conflito se intensificou e em 1897, foi firmado o Tratado de Washington entre a Venezuela e o Reino Unido, onde aceitaram uma arbitragem internacional em relação ao conflito. Mediante tal arbitragem, foi firmado o Laudo de Paris de 1899, que acabou resultando em um favorecimento aos britânicos.
Apesar dos acordos firmados, o conflito viria retornar em 1963 onde a Venezuela oficializou tal reivindicação na ONU e com a independência da Guiana em 1966 o conflito viria a se intensificar.
Em janeiro de 1969, uma revolta separatista ocorre na parte sul da zona de conflito, revolta essa que o governo da Guiana alega ter sido financiada pelos venezuelanos. A revolta foi rapidamente derrotada e alguns rebeldes foram capturados por tropas brasileiras na fronteira, o que afirmou um ato de apoio do Brasil à Guiana.
Nos anos posteriores, alguns confrontações e incidentes menores viriam a ocorrer na fronteira entre os dois países, algo que acabou não escalando em uma intensificação do conflito territorial. 

### Descoberta de petróleo na Guiana em 2015
Em julho de 2015, a empresa norte-americana ExxonMobil descobriu uma rica quantidade de petróleo no litoral da Guiana justamente na zona de conflito, que estimava ser até doze vezes maior do que a economia do país. Essa descoberta aumentou a cobiça do governo venezuelano nessa região, o que intensificou a reivindicação por parte da Venezuela que além de aumentar a pressão diplomática viria a aumentar a presença de tropas na fronteira entre Venezuela e Guiana, alimentando ainda mais a tensão entre os dois países.

## Tensão entre Brasil e Venezuela
Desde o início do processo de impeachment da ex-presidente do Brasil Dilma Rousseff, o governo da Venezuela e do Brasil começaram a trocar farpas, tendo em alguns casos ocorrido de representantes venezuelanos saírem de seções oficiais da ONU em forma de retaliação.

### Suspensão do Mercosul
Já no governo de Michel Temer, em 31 de outubro de 2016, o Brasil e a Venezuela congelaram as relações diplomáticas. O que levou em setembro deste mesmo ano, que o Brasil em conjunto com os outros países membros do Mercosul (Argentina, Uruguai e Paraguai) impedissem que o presidente venezuelano, Nicolás Maduro, assumisse como presidente do bloco, o que fermentou ainda mais as tensões. Em dezembro de 2016, a Venezuela viria ser suspensa do bloco.
Já no ano de 2017, após a questão da assembleia constituinte da Venezuela, o Mercosul decide suspender pela segunda vez a Venezuela do bloco, alegando um rompimento dos deveres e do cumprimento democrático no país, algo que vai contra os acordos firmados entre os países membros.

### Crise migratória
Entre 2015 e 2016, com o aumento da crise política e econômica na Venezuela, ocorre um aumento no fluxo de entrada de venezuelanos no Brasil, o que causou uma crise migratória de venezuelanos no país, em especial no estado de Roraima. Isso acaba por aumentar ainda mais as tensões entre Brasil e Venezuela, tendo em vista que as autoridades brasileiras culpam o governo de Maduro por essa crise.
Em fevereiro de 2018, representantes do estado de Roraima no senado brasileiro pediram o fechamento da fronteira entre esses dois países.

### Embate diplomático
Em dezembro de 2017, com o aumento das tensões, o governo venezuelano declarou o embaixador brasileiro em Caracas como persona non grata o que resultou na expulsão do mesmo. Como resposta, o governo brasileiro fez o mesmo com o embaixador venezuelano em Brasília. Com o aprofundamento e desenrolar da respectiva tensão nas relações entre Brasil e Venezuela, o presidente Michel Temer afirmou em uma entrevista em uma rádio em fevereiro de 2018 que "estamos em um embate diplomático com a Venezuela" e que seu governo "discorda da forma como as coisas caminham lá (Venezuela), que criam o fluxo de refugiados".

## Crise
No final de janeiro de 2018, o secretário geral das Nações Unidas, António Guterres, decidiu enviar a disputa entre a Guiana e a Venezuela para o Tribunal Internacional de Justiça, algo considerável inaceitável por Maduro.
No dia 8 de fevereiro de 2018, começaram a surgir boatos de que o governo da Venezuela pretendia invadir a Guiana com o objetivo de conquistar a força o território em disputa, algo que começou a se confirmar com a visita do ministro da defesa do Brasil, Raul Jungmann, ao Suriname e à Guiana, após uma viagem à Roraima onde viu a situação de refugiados venezuelanos, para discutir assuntos de defesa fronteiriça. Juntamente com o ministro da defesa brasileiro, foram também o ministro da justiça, Torquato Jardim, e o chefe do Gabinete de Segurança Institucional, o general Sérgio Etchegoyen, o que vem confirmando a existência dos planos venezuelanos.

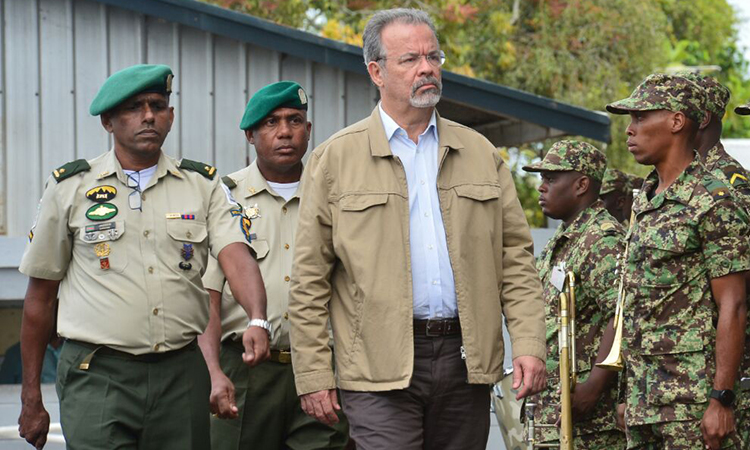
Ministro da Defesa do Brasil, Raul Jungmann, junto de militares do Suriname durante a Crise da Guiana de 2018.

No Suriname, Jungmann afirmou que caso a questão não for resolvida na paz, a estabilidade e equilíbrio regional serão duramente prejudicados. Já na Guiana, o ministro da defesa brasileiro teria afirmado que o Brasil só aceitaria a saída pacífica para a questão e ainda teria afirmado que é inaceitável para o Brasil um ataque que venha a desequilibrar a balança da região. O ministro brasileiro também foi condecorado com a medalha Coroa do Cacique, concedida pelo próprio presidente da Guiana, David Granger, em um ato que reafirma a amizade entre esses dois países e marca os 50 anos de relações diplomáticas e cooperação.
No dia 9 de fevereiro, o presidente brasileiro, Michel Temer, afirmou à Rádio Guaíba que o Brasil trava um embate diplomático e contestador com o governo venezuelano, assim, alimentando ainda mais as tensões entre esses dois países. Com tal afirmação realizada pelo presidente brasileiro, a zona de fronteira entre o estado brasileiro de Roraima e o território venezuelano será fortificado por tropas do exército brasileiro, com o objetivo de controlar o fluxo de imigração de venezuelanos, algo que está sendo encarado como uma demonstração de força por parte do governo brasileiro, que promete jogar ainda mais lenha na crescente crise diplomática entre esses dois países. Além disso, o Brasil pretende realocar os refugiados venezuelanos em Roraima para outros estados do país.
No dia 10 de fevereiro os governos do Brasil e da Guiana firmaram um acordo para reforçar áreas de defesa nos dois países, assim, agindo contra o narcotráfico e contra crimes transnacionais. 
O ministro da defesa brasileiro ainda afirmou: 

"Como ministro de Defesa, tenho a responsabilidade sobre o Exército, a Marinha e a Força Armada. Por isso que qualquer ajuda que possamos fornecer à Guiana, é só nos avisarem".
Ainda no dia 10 de fevereiro, a Comissão de Política Externa do Parlamento venezuelano declarou que a integração da Venezuela com o Brasil e a Colômbia terminou após as medidas de reforçamento da fronteira por parte de ambos os países com o objetivo de "defender a população". Segundo o parlamentar Luis Florindo, o Brasil e a Colômbia vem na Venezuela um problema e que isto "gera uma tensão entre Integração e Defesa do Interesse Comum através da Soberania, já que ambos endurecem as suas medidas migratórias para defender o interesse nacional". 
No dia 12 de fevereiro, o presidente brasileiro, Michel Temer, visitou o estado de Roraima para discutir com o governo estadual a questão da crise migratória e da questão interna do estado.  A visita do presidente brasileiro ao estado de Roraima foi encarado por muitos como uma mensagem ao governo venezuelano para não invadir a Guiana.
No dia 14 de fevereiro, o Brasil anunciou um aumento de 100 para 200 homens nos pelotões que realizam a guarnição na fronteira entre o Brasil e a Venezuela no estado de Roraima, o objetivo com isso é o aumento de controle do fluxo migratório entre os dois países, além disso, tropas da Força Nacional de Segurança Pública foram mobilizadas para aumentar o policiamento em Roraima. Porém, isso vem sendo encarado por muitos, como uma provocação contra a Venezuela.
No dia 17 de fevereiro, o governo da Guiana anunciou um aumento da presença militar na fronteira com a Venezuela além da instalação de uma base transitória na região de fronteira. O objetivo disto é um aumento no combate de grupos violentos que supostamente agem na fronteira entre os dois países, porém, isso acabou por aumentar ainda mais a tensão na região, já que essa ação vem sendo encarada como um pretexto para um reforçamento da fronteira com a Venezuela e assim impedir uma invasão por parte da mesma.  
No dia 21 de fevereiro, o ministro de relações exteriores do Brasil, Aloysio Nunes, e a chanceler colombiana María Ángela Holguín, se reuniram para discutir formas para conter a imigração em massa por parte da venezuelanos para os dois países e para trocarem experiências e conhecimentos para assim uma maior integração entre os dois países no combate desse grande fluxo migratório que vem causando sérios problemas entre a população dos dois países. Porém, isso vem sendo encarado pelos venezuelanos como um pretexto para uma reunião para discutir a situação política da Venezuela e para conter a "Ameaça Venezuelana", algo sem provas mas que serve para tornar ainda mais tensas a questão que ocorre ao norte da América do Sul.  